# Chu trình thạch học

Sơ đồ thạch học. 1 = macma; 2 = kết tinh; 3 = đá mácma; 4 = bào mòn; 5 = trầm tích; 6 = lắng đọng & đá trầm tích; 7 = chôn vùi kiến tạo & biến chất; 8 = đá biến chất; 9 = nóng chảy.

Chu trình thạch học hay còn gọi là vòng tuần hoàn của đá nằm ở lớp thạch quyển thuộc vỏ Trái Đất. Cũng giống như nước hay nhiều loại hợp chất khác, chúng biến đổi tuần tự theo một chu trình xác định và quay vòng một cách có hệ thống tạo nên vòng tuần hoàn khép kín.

## Các loại chu trình thạch học
Các đá cũng như thế, chúng cũng biến đổi tuần tự theo những chu trình xác định dưới những điều kiện tác động về hóa lý khác nhau từ môi trường như bị phong hóa, lắng đọng, nóng chảy, kết tinh, đông kết..vv. Ta có thể khởi đầu vòng tuần hoàn từ vật liệu magma có trong lòng đất.
(1) Magma → Đá magma phun trào → Trầm tích → Đá trầm tích → Đá biến chất → magma
(2) Magma → Đá magma xâm nhập → Trầm tích → Đá trầm tích → Đá biến chất → magma
Đây có thể coi là hai vòng tuần hoàn lớn vì ngoài ra còn có các vòng tuần hoàn nhỏ hơn cũng xuất phát từ vật liệu ban đầu là magma. Nhưng những vòng tuần hoàn nhỏ này có đường đi ngắn hơn, bỏ qua một số đá nào đó.
(3) Đá magma → Đá magma phun trào → Đá biến chất → magma
(4) Đá magma → Đá magma xâm nhập → Đá biến chất → magma
(5) Đá biến chất (có thể xuất phát từ thiên thạch)→ Trầm tích → Đá trầm tích → Đá biến chất → magma
(6) Đá trầm tích (có thể xuất phát từ thiên thạch)→ Trầm tích → Đá trầm tích → Đá biến chất → magma